# Просторова система

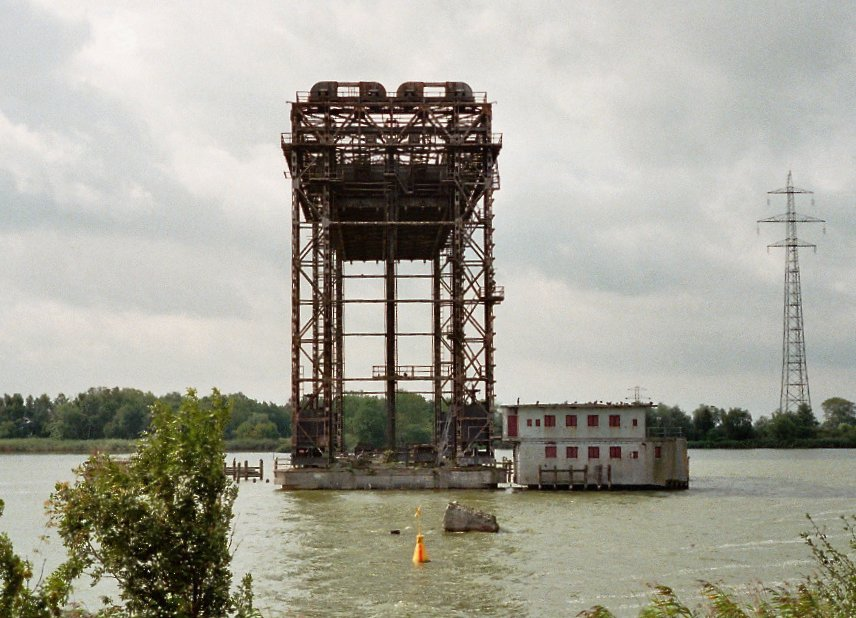
Просторова система (рама) підіймального моста

Просторова система — в будівельній механіці це система (тримальна конструкція), в якій осі серединних поверхонь елементів і лінії дії зовнішніх сил лежать у різних площинах. 

## Загальний опис
Просторова система може бути утворена з окремих плоских систем, з'єднаних між собою в'язями.
Розрізняють такі просторові системи:
- тонкостінні — оболонки, складчасті конструкції, склепіння;
- стрижневі — башти, щогли;
- масивні — греблі, підпірні стінки, фундаменти тощо;
- комбіновані.

В будівельній практиці більшість інженерних споруд є просторовими системами. Розрахунок просторових систем значно складніший за розрахунок плоских систем, оскільки в будь-якому перерізі мають бути забезпечені всі умови рівноваги у просторі. Крім того, просторові системи відзначаються, як правило, високим ступенем статичної невизначуваності.